# Strijkkwartet nr. 5 (Sallinen)
Aulis Sallinen componeerde zijn Strijkkwartet nr. 5 Mozaïekstukjes in 1983. Sallinen componeerde strijkkwartetten om zijn ziel te reinigen na het componeren van zwaarder werk zoals opera’s en/of symfonie. Dit strijkkwartet voldoet hier letterlijk aan; het is geschreven tussen de opera Kuningas lähtee Ranskaan en de vijfde symfonie (opus 57). De strijkkwartetten volgen dan ook onregelmatig op elkaar. De componist zei later of dat werk, dat het precies als de wereld was; langere stukken werden niet (meer) zo op prijs gesteld; alles moest kort en snel.
Sallinens vijfde strijkkwartet komt twaalf jaar na zijn vierde en verschilt daarom behoorlijk van dat werk. De muziek van het vierde kwartet zat muurvast en had het hele werk hetzelfde thema. Het thema van het vijfde komt ook steeds indringend terug, maar daaromheen schreef Sallinen zestien deeltjes, die als een legpuzzel in elkaar schuiven en toch verschillend klinken. Het thema wordt direct stevig neergezet, een vijftal tonen van dezelfde toonhoogte afgesloten door een zesde die een interval (muziek)interval hoger ligt. Vervolgens komen allerlei technieken voorbij die Sallinen in eerdere werken gebruikte, een beetje minimal music hier, dissonantie daar. Dat alles wordt afgewisseld met bijna dansbare muziek, als het ritme maar iets duidelijker herkenbaar was uitgeschreven. In andere werken van deze componist komen de “dansgedeelten” duidelijker naar voren. Het beginthema dat na meer dan zestien minuten weer op dezelfde indringende manier wordt neergezet, zet eigenlijk ook de finale in. In tegenstelling tot het begin vol zelfvertrouwen eindigt het werk twijfelend en abrupt.
Het kwartet werd gefincancierd door muziekfestivals uit Kuhmo en Helsinki; de eerste had de première op 18 juli 1984 door het Kronos Quartet in de samenstelling van David Harrington (viool I), John Sherba, (viool II), Hank Dutt, (altviool) en Joan Jeanrenaud (cello).

## Discografie
- Ondine: Jean Sibelius Kwartet; opnamen 1994